# Wrath of the Titans
Wrath of the Titans is een Spaans-Amerikaanse avontuur-fantasyfilm uit 2012. De film is een sequel op de film Clash of the Titans uit 2010 en werd geregisseerd door Jonathan Liebesman en met Sam Worthington in de hoofdrol.

## Verhaal
Tien jaar geleden versloeg halfgod Perseus het monster Kraken. Nu leidt hij weer zijn oude leventje als visser. Maar nu ondertussen vindt er weer een machtstijd tussen de Goden en Titanen, waarmee de Goden verzwakt de controle lijken te verliezen.

## Rolverdeling
| Acteur          | Personage      |
| --------------- | -------------- |
| Sam Worthington | Perseus        |
| Liam Neeson     | Zeus           |
| Ralph Fiennes   | Hades          |
| Édgar Ramírez   | Ares           |
| Toby Kebbell    | Agenor         |
| Rosamund Pike   | Andromeda      |
| Bill Nighy      | Hephaestus     |
| Danny Huston    | Poseidon       |
| John Bell       | Helius         |
| Lily James      | Korrina        |
| Sinead Cusack   | Clea           |
| Martin Bayfield | Oudste cycloop |
| Spencer Wilding | Minotaurus     |

## Prijzen
- 2012: ALMA Award voor Édgar Ramírez (Favorite Movie Actor: Supporting Role)
- 2012: BMI Film Music Award voor Javier Navarrete (Film Music)